# 靈界風雲
《靈界風雲》（Prince of the Sun），又名《小活佛》（Khubilghan），是一部香港電影，由錢升瑋執導，鄭柏林、李元霸、羅芙洛與陳淑蘭主演的宗教動作驚悚片，林正英特別出演，在1990年上映。

## 劇情
法主是西藏著名的呼圖克圖（活佛），在他的寺廟供奉有毘盧遮那佛（大日如來），傳播正法，並壓制住一切邪魔。法主有三大門徒格達、格弄（林正英飾）、格西（劉洵飾），都是文武雙全，一時之選，廟宇因而教法昌盛。
但法主年老之後，病弱不堪，認為此肉身已經無效了，託付後事予弟子格弄和格達，並預言當今是百年一次的妖魔猖獗之日，所以他要圓寂以後乘願再來，繼續救世。法主荼毗自焚後留下了有法力的舍利子，並投胎轉世。
格西心術不正，未得到法主託付，但格西野心很大，想要一統西藏，於是效法天啟自立為佛，率領他的弟子們發動內亂，殺了格達，奪走了舍利子，如此作為，讓他變成了魔王。
格弄不敵，落荒而逃。於是格西嫁禍給格弄，反指控說格弄殺了格達，佔據了聖座，並搶走了舍利子，並派了四大弟子追殺格弄。但武藝高強的白人女弟子班卓（羅芙洛飾）不相信格西，反而救走了格弄。
五年後，格弄找到法主的轉世靈童「小活佛」（鄭柏林飾），帶小活佛準備回西藏坐床即位，卻被格西追殺，格弄這次不再幸運，慘死於暗器之下。
小活佛則跟隨了一個偷渡客阿吉（李元霸飾）要從廣州坐火車偷渡到香港；投靠好友的堂妹萬美娥（陳淑蘭飾）。小活佛巧施法力，用隱身術躲過了鐵路公安的追查，讓阿吉開了眼界。格弄已死，但英魂不泯，顯靈託付班卓，要班卓去救小活佛。
小活佛到了幼稚園找萬美娥，看到萬美娥在幼稚園教小朋友賭博，且隨意體罰小朋友，小活佛氣得拿麵包砸萬美娥，萬美娥也氣得用曲棍球球棒來打小活佛，兩人把教室搞得天翻地覆，這時教育局的督學前來視導，看到萬美娥跟小孩追來趕去，大怒，要停止撥款給幼稚園。校長（胡楓飾）一怒之下立即將萬美娥解職。萬美娥一想到自己被開除，非常生氣，就趕走了阿吉跟小活佛。
但就在此時，眾債主來萬美娥家追債，萬美娥只好姑且先收容阿吉跟小活佛。萬美娥表面上是幼稚園老師，其實是個賭鬼，欠債累累，阿吉與萬美娥演出了一場戲，阿吉假裝自己也是債主，把萬美娥一拳擊飛。債主們以為出了人命，紛紛逃走。格弄顯靈，並傳授給小活佛他心通，被萬美娥發現。
萬美娥因爛賭成性，家徒四壁，阿吉突發奇想，居然帶著小活佛去搶銀行，遇上了另一批持槍劫匪，小活佛透過他心通，看出了劫匪拿的是玩具槍，於是讓阿吉把劫匪打退。阿吉與小活佛出了銀行之後，巧遇被幫派兄弟追債的萬美娥，萬美娥誆騙債主說，錢都在阿吉身上，於是萬美娥帶著小活佛逃走了，兄弟們紛紛轉向阿吉。班卓路過，於是打跑了那些兄弟，救了阿吉。另外，萬美娥被兩個黑幫兄弟堵上，危急之際，小活佛施展神通，讓街邊的瓦斯管噴出瓦斯，噴倒了兄弟們，救了萬美娥。
小活佛、阿吉、萬美娥相聚一堂，小活佛畫著一個奇怪的「像蓮花又像太陽的」圖案（毘盧遮那圖案）。夜半格弄又顯靈，讓小活佛增進念力之術，萬美娥發覺家裏東西飛來飛去，知道小活佛法力無邊，各種貪財之心發作，想要問六合彩明牌發大財，小活佛偏偏就是不肯說。後來萬美娥發現了小活佛被懸賞五萬港元，出賣了小活佛，但四大弟子並不好惹，直接劫持了萬美娥，意在找出小活佛。萬美娥此刻悔之不及。
班卓此刻已經心焦難耐，來到小活佛的身邊請示。小活佛現出法相，並表示格西已變成魔王，如果再不阻止，恐怕將要世界末日。班卓於是要迎著小活佛回聖座，四大弟子追趕上來，與班卓打得難分難解。
就在此時，已經變成魔王的格西出現，直接劫走了小活佛，他把小活佛劫到一所古廟，並以自身的藍血餵食小活佛，因為小活佛代表著毘盧遮那，就是梵語的「太陽遍照」之意，也就是大日如來的法界體性智。魔王只要用藍血的陰氣毀掉了毘盧遮那，小活佛失去法力，魔王就可以統一天下，讓佛教正法毀滅，但世界也會因此走向末劫。
班卓、阿吉、萬美娥三人為了降魔，救出小活佛，運用隱身法與障眼法打入古廟，卻因萬美娥動作粗魯，被敵人識破。格弄附身在阿吉身上，兩方大打出手，但遭已經變成魔王的格西識破，被打得慘敗。但他們知道只要讓陽光照上小活佛，小活佛就能恢復法身，降妖除魔；但阿吉與萬美娥用鏡子反光照上了小活佛，不但沒用，鏡子都還被魔王打破。
無心之下，萬美娥用手錶引陽光照上了毘盧遮那佛佛像施無畏手印上的毘盧遮那圖案，反光照到了小活佛，這次見效了，啟動了小活佛的法力，小活佛用法術「萬佛朝宗」，把格西打下地獄。
雖然最後小活佛願意用蜘蛛絲給格西一次機會脫離地獄道，但格西因為自己的惡心不改，最終在阿鼻地獄中永世不得超生。